# Beleg van Coria (1142)
Het tweede Beleg van Coria onder leiding van keizer Alfons VII van León en Castilië begon begin mei 1142 en eindigde met de capitulatie en verovering van de stad in juni van hetzelfde jaar.

## Context
De kroniek van Alfonso III maakt melding van een mogelijke verovering van de stad en andere plaatsen in het zuiden door Alfonso III van Asturië, waarschijnlijk gemotiveerd door zijn verlangen om de ontvolking van het gebied te verdiepen in plaats van het te veroveren. Het werd veroverd door Alfons VI van León in september 1079, in een strategische zet die hem in staat stelde een opmars te creëren die de belangrijke moslimsteden Toledo en Badajoz bedreigde vóór de verovering van Toledo in 1085. Het werd op een precaire manier gehandhaafd als een christelijke stad, tot 1110-1113 toen het in handen viel van het Almoravidische Rijk na de dood van Alfonso VI in 1109. Alfonso VII belegerde tevergeefs de stad voor het eerst (de belangrijkste plaats in het centrale systeem van de Taag) in juli 1138, een militaire operatie waarbij Rodrigo Martínez in de strijd sneuvelde.